# Palneca
Palneca är en kommun i departementet Corse-du-Sud på ön Korsika i Frankrike. Kommunen ligger  i kantonen Zicavo som tillhör arrondissementet Ajaccio. År 2022 hade Palneca 133 invånare.

## Befolkningsutveckling
Antalet invånare i kommunen Palneca
Referens:INSEE